# Gardefort
Gardefort és un municipi francès, situat al departament de Cher i a la regió de Centre – Vall del Loira. L'any 2007 tenia 120 habitants.

## Demografia

### Població
El 2007 la població de fet de Gardefort era de 120 persones. Hi havia 58 famílies, de les quals 15 eren unipersonals (4 homes vivint sols i 11 dones vivint soles), 25 parelles sense fills i 18 parelles amb fills.
La població ha evolucionat segons el següent gràfic:
Habitants censats

### Habitatges
El 2007 hi havia 100 habitatges, 55 eren l'habitatge principal de la família, 38 eren segones residències i 8 estaven desocupats. 98 eren cases i 1 era un apartament. Dels 55 habitatges principals, 52 estaven ocupats pels seus propietaris, 2 estaven llogats i ocupats pels llogaters i 1 estava cedit a títol gratuït; 2 tenien dues cambres, 10 en tenien tres, 18 en tenien quatre i 26 en tenien cinc o més. 42 habitatges disposaven pel capbaix d'una plaça de pàrquing. A 24 habitatges hi havia un automòbil i a 26 n'hi havia dos o més.

### Piràmide de població
La piràmide de població per edats i sexe el 2009 era:
| Homes | Edats   | Dones |
| ----- | ------- | ----- |
| 0     | 95 o +  | 0     |
| 0     | 90 a 94 | 0     |
| 0     | 85 a 89 | 4     |
| 0     | 80 a 84 | 0     |
| 0     | 75 a 79 | 4     |
| 4     | 70 a 74 | 8     |
| 8     | 65 a 69 | 0     |
| 0     | 60 a 64 | 12    |
| 0     | 55 a 59 | 0     |
| 8     | 50 a 54 | 0     |
| 0     | 45 a 49 | 4     |
| 4     | 40 a 44 | 12    |
| 12    | 35 a 39 | 4     |
| 0     | 30 a 34 | 4     |
| 0     | 25 a 29 | 0     |
| 0     | 20 a 24 | 0     |
| 8     | 15 a 19 | 4     |
| 0     | 10 a 14 | 8     |
| 16    | 5 a 9   | 0     |
| 0     | 0 a 4   | 0     |

## Economia
El 2007 la població en edat de treballar era de 77 persones, 53 eren actives i 24 eren inactives. De les 53 persones actives 49 estaven ocupades (26 homes i 23 dones) i 5 estaven aturades (4 homes i 1 dona). De les 24 persones inactives 15 estaven jubilades, 5 estaven estudiant i 4 estaven classificades com a «altres inactius».

### Ingressos
El 2009 a Gardefort hi havia 62 unitats fiscals que integraven 139 persones, la mediana anual d'ingressos fiscals per persona era de 18.193 €.

### Activitats econòmiques
Dels 2 establiments que hi havia el 2007, 1 era d'una empresa de construcció i 1 d'una empresa de comerç i reparació d'automòbils.
L'únic servei als particulars que hi havia el 2009 era un electricista.
L'únic establiment comercial que hi havia el 2009 era una llibreria.
L'any 2000 a Gardefort hi havia 6 explotacions agrícoles.

## Poblacions més properes
El següent diagrama mostra les poblacions més properes.